# Iroqués
Los iroqueses o haudenosaunee (de alguna de las lenguas iroquesas: 'gente de la casa larga') son una confederación nororiental de nativos americanos históricamente poderosa. Fueron conocidos durante los años coloniales por los franceses como la Liga Iroquesa, y más tarde como la Confederación iroquesa, y para los ingleses como las Cinco Naciones, que comprende a los mohawks, onondagas, oneidas, cayugas y senecas. Después de 1722, aceptaron a los tuscaroras del sudeste en su confederación y se hicieron conocidos como las Seis Naciones.
Los iroqueses han absorbido a muchos otros pueblos en sus tribus como resultado de la guerra, la adopción de cautivos y ofreciendo refugio a los pueblos desplazados. Culturalmente, todos son considerados miembros de los clanes y tribus en los que son adoptados por las familias.
Los wyandots (también conocidos como hurones), eries y susquehannocks —todos pueblos independientes— también hablaban una de las lenguas iroquesa. En el sentido más amplio de las familias lingüísticas, a menudo se los considera pueblos iroqueses debido a sus idiomas y culturas similares, todos ellos cultural y lingüísticamente descendientes de la gente y el idioma protoiroqués; sin embargo, tradicionalmente eran enemigos de las naciones en la Liga iroquesa. Se cree que los cheroquis emigraron hacia el sur desde el área de los Grandes Lagos en la Antigüedad, estableciéndose en el país del sudeste de los Estados Unidos, incluido lo que ahora es el estado de Tennessee.
En 2010, más de 45 000 personas inscritas en las Seis Naciones vivían en Canadá y más de 81 000 en los Estados Unidos.
Hoy en día existen varias comunidades iroquesas en los Estados Unidos, sobre todo en Nueva York, Wisconsin, y Oklahoma. Además hay comunidades iroquesas que emigraron desde Canadá hasta Francia en el año 1920 coincidiendo con la crisis económica. Se pueden destacar las colonias iroquesas en los departamentos franceses de Aude y Gard.[cita requerida]

## Características culturales

### Organización social
Se constituían en una cultura matrilineal, donde la tradición se pasaba por la vía de las mujeres. Esto es que el clan o la comunidad estaba constituido por familias centradas en la mujer. Los hijos recibían el nombre del clan de la madre. Eran las mujeres, en concreto la mujer más sensata del clan, junto con otras que le aconsejaban, las que elegían los nuevos jefes. Estos tenían vigente una especie de matrimonio fácilmente disoluble por ambas partes, la descendencia de este tipo de parejas era reconocida por toda la tribu, pero los iroqueses no solo llamaban hijos e hijas a los propios sino a todos los hijos de sus hermanos, por el contrario llamaban sobrinos y sobrinas a los hijos de sus hermanas.
El antropólogo Lewis Henry Morgan, en 1832, descubrió que la forma de los clanes eran patrilineales. Esto lo describe en su libro League of the ho-dé-no-sau, or Iroquois publicado en 1803.

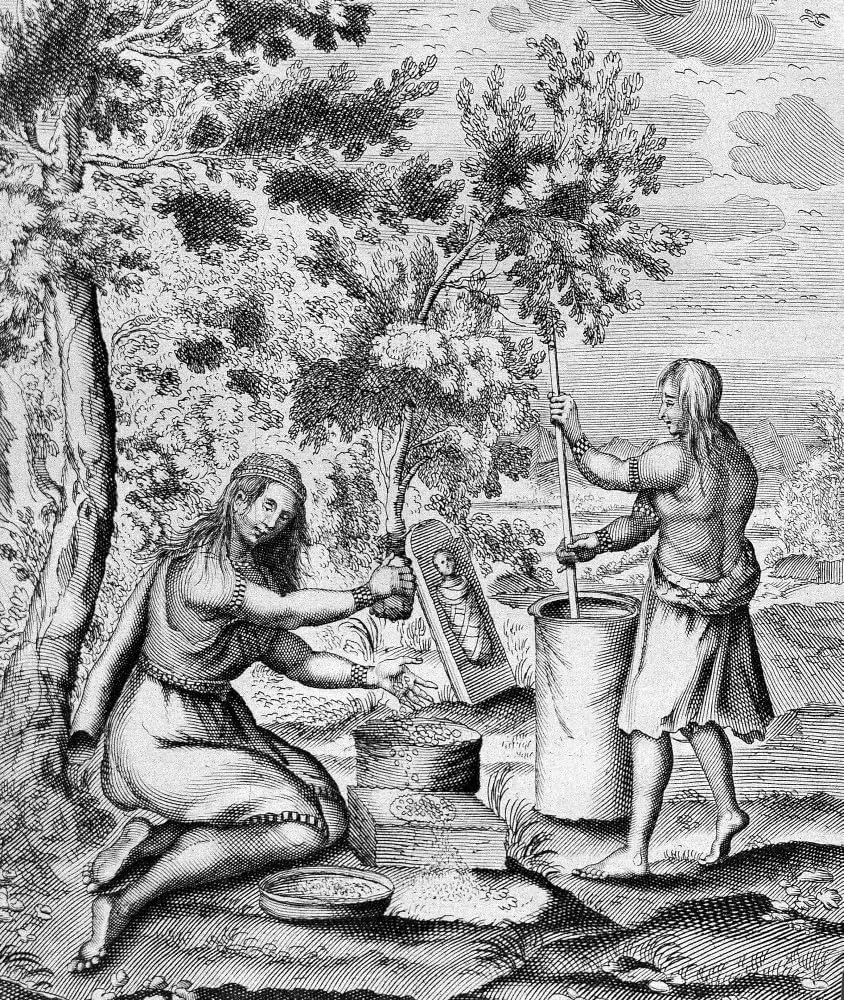
Mujeres iroquesas trabajando (grabado del)

### Viviendas
Los poblados iroqueses estaban compuestos por grandes casas comunales de madera en las que vivían entre 5 y 25 familias, según el tamaño. Se dividían en compartimentos unifamiliares y había un fuego para cada dos familias. Cada casa tenía orificios en el tejado para permitir la salida de humo y la entrada de luz. Éstos se podían cerrar con tejas de corteza y, en general, la casa comunal era cálida y les defendía bien de las inclemencias del tiempo. A fines del siglo XVII las casas comunales comenzaron a ser reemplazadas por las viviendas unifamiliares.

### Alimentación
Los iroqueses vivían de la agricultura. Cultivaban 17 variedades de maíz, 60 de fríjoles y 7 de calabazas, consideradas las tres hermanas del Creador, y también cultivaban 11 clases de frutos secos, girasol y tabaco. Además, los integrantes de la tribu tuscarora eran expertos cazadores, cultivadores de maíz y recolectores de cáñamo.

### Guerra
La guerra era importante en la sociedad iroquesa. Para los hombres, era una forma de alcanzar respeto personal. Los prisioneros de guerra usualmente eran Esclavitud esclavizados o "adoptados" para reemplazar a familiares muertos. Las bajas militares y las enfermedades incrementaron la necesidad de cautivos, quienes se han convertido en una población significativa en los asentamientos iroqueses de finales del siglo XVII.<ref. name="británica">«Iroquois». Encyclopædia Britannica (en inglés). Consultado el 9 de mayo de 2017.</ref>

## Bandera

Bandera iroquesa

La bandera de la nación iroquesa fue creada en la década de 1980. Se basa en el cinturón wampum de Hiawatha, creado a partir de granos de cuentas de concha de color púrpura y blanco para simbolizar la unión forjada cuando los antiguos enemigos enterraron sus armas bajo el Gran Árbol de la Paz. Se representa a las cinco naciones originales que estaban unidas por el Pacificador Hiawatha. El símbolo del árbol en el centro representa un Pino Blanco del Este, las agujas de los cuales se agrupan en grupos de cinco.

## Relaciones internacionales
El Gobierno iroqués ha emitido pasaportes desde 1923, cuando las autoridades iroquesas emitieron un pasaporte para el estadista cayuga Deskaheh (Levi General) para viajar a la sede de la Liga de las Naciones.
Más recientemente, los pasaportes se han emitido desde 1997. Antes de 2001 estas fueron aceptadas por varias naciones para viajes internacionales, pero con un aumento de los problemas de seguridad en todo el mundo desde los ataques del 11 de septiembre ya no es el caso. Los iroqueses de la selección nacional de lacrosse fueron autorizados por el gobierno de Estados Unidos para viajar con sus propios pasaportes para un torneo internacional de lacrosse en Inglaterra después de la intervención personal de la secretaria de Estado Hillary Clinton el 14 de julio de 2010, después de ser rechazada esa autorización previamente. Pero, el gobierno británico se negó a reconocer los pasaportes Iroqueses y negó la entrada los miembros del equipo en el Reino Unido. La Nación Onondaga gastó USD 1,5 millones en una actualización posterior al pasaporte para cumplir con los requisitos de seguridad internacional vigentes.
La selección nacional de lacrosse se considera una organización a nivel nacional en la competencia internacional de lacrosse. Es el único deporte internacional en el que la nación Iroquesa tiene un equipo reconocido por la FIL. Pero están considerando la posibilidad de ampliar la cantidad de deportes y ser afiliado al Comité Olímpico Internacional. 
El Gran Consejo de la Confederación Iroquesa declaró la guerra a Alemania en 1917 durante la Primera Guerra Mundial y de nuevo en 1942 en la Segunda Guerra Mundial.